# نیلوتامید
نیلوتامید که با نام‌های تجاری Nilandron و Anandron فروخته می‌شود، یک آنتی آندروژن غیر استروئیدی (NSAA) است که در درمان سرطان پروستات استفاده می‌شود.همچنین به عنوان بخشی از هورمون درمانی زنانه برای زنان تراجنسیتی و برای درمان آکنه و سبوره در زنان مورد مطالعه قرار گرفته‌است. شکل تجویز آن به صورت خوراکی است.
عوارض جانبی در مردان شامل حساس شدن و بزرگ شدن سینه‌ها، زنانه شدن، اختلال در عملکرد جنسی و گرگرفتگی است. تهوع، استفراغ، اختلالات بینایی، عدم تحمل الکل، افزایش آنزیم‌های کبدی و بیماری ریوی می‌تواند در هر دو جنس رخ دهد. به ندرت، نیلوتامید می‌تواند باعث نارسایی تنفسی و آسیب کبدی شود. این عوارض جانبی نامطلوب، همراه با تعدادی از موارد مرتبط با مرگ، استفاده از نیلوتامید را محدود کرده‌است.
نیلوتامید به عنوان یک آنتاگونیست انتخابی گیرنده آندروژن (AR) عمل می‌کند و از اثرات آندروژن‌هایی مانند تستوسترون و دی‌هیدروتستوسترون (DHT) در بدن جلوگیری می‌کند. از آنجایی که بیشتر سلول‌های سرطانی پروستات برای رشد و بقا به این هورمون‌ها متکی هستند، نیلوتامید می‌تواند پیشرفت سرطان پروستات را کند کرده و عمر مردان مبتلا به این بیماری را افزایش دهد.
نیلوتامید در سال ۱۹۷۷ کشف شد و برای اولین بار در سال ۱۹۸۷ برای استفاده پزشکی معرفی گردید. در سال ۱۹۹۶ در ایالات متحده در دسترس قرار گرفت. این دارو به دلیل اثربخشی، تحمل و ایمنی بهتر، تا حد زیادی با NSAAهای جدیدتر و بهبود یافته، یعنی بیکالوتامید و انزالوتامید جایگزین شده‌است و اکنون به ندرت استفاده می‌شود.
نیلوتامید در فهرست داروهای ضروری سازمان جهانی بهداشت قرار دارد.

## مطالعه بیشتر
- Raynaud JP, Bonne C, Moguilewsky M, Lefebvre FA, Bélanger A, Labrie F (1984). "The pure antiandrogen RU 23908 (Anandron), a candidate of choice for the combined antihormonal treatment of prostatic cancer: a review". Prostate. 5 (3): 299–311. doi:10.1002/pros.2990050307. PMID 6374639.
- Moguilewsky M, Bertagna C, Hucher M (1987). "Pharmacological and clinical studies of the antiandrogen Anandron". J. Steroid Biochem. 27 (4–6): 871–5. doi:10.1016/0022-4731(87)90162-2. PMID 3320565.
- Du Plessis DJ (1991). "Castration plus nilutamide vs castration plus placebo in advanced prostate cancer. A review". Urology. 37 (2 Suppl): 20–4. doi:10.1016/0090-4295(91)80097-q. PMID 1992599.
- Creaven PJ, Pendyala L, Tremblay D (1991). "Pharmacokinetics and metabolism of nilutamide". Urology. 37 (2 Suppl): 13–9. doi:10.1016/0090-4295(91)80096-p. PMID 1992598.
- Harris MG, Coleman SG, Faulds D, Chrisp P (1993). "Nilutamide. A review of its pharmacodynamic and pharmacokinetic properties, and therapeutic efficacy in prostate cancer". Drugs Aging. 3 (1): 9–25. doi:10.2165/00002512-199303010-00002. PMID 8453188.
- Dole EJ, Holdsworth MT (1997). "Nilutamide: an antiandrogen for the treatment of prostate cancer". Ann Pharmacother. 31 (1): 65–75. doi:10.1177/106002809703100112. PMID 8997470.
- Iversen P, Melezinek I, Schmidt A (2001). "Nonsteroidal antiandrogens: a therapeutic option for patients with advanced prostate cancer who wish to retain sexual interest and function". BJU Int. 87 (1): 47–56. doi:10.1046/j.1464-410x.2001.00988.x. PMID 11121992.